# Desert Eagle

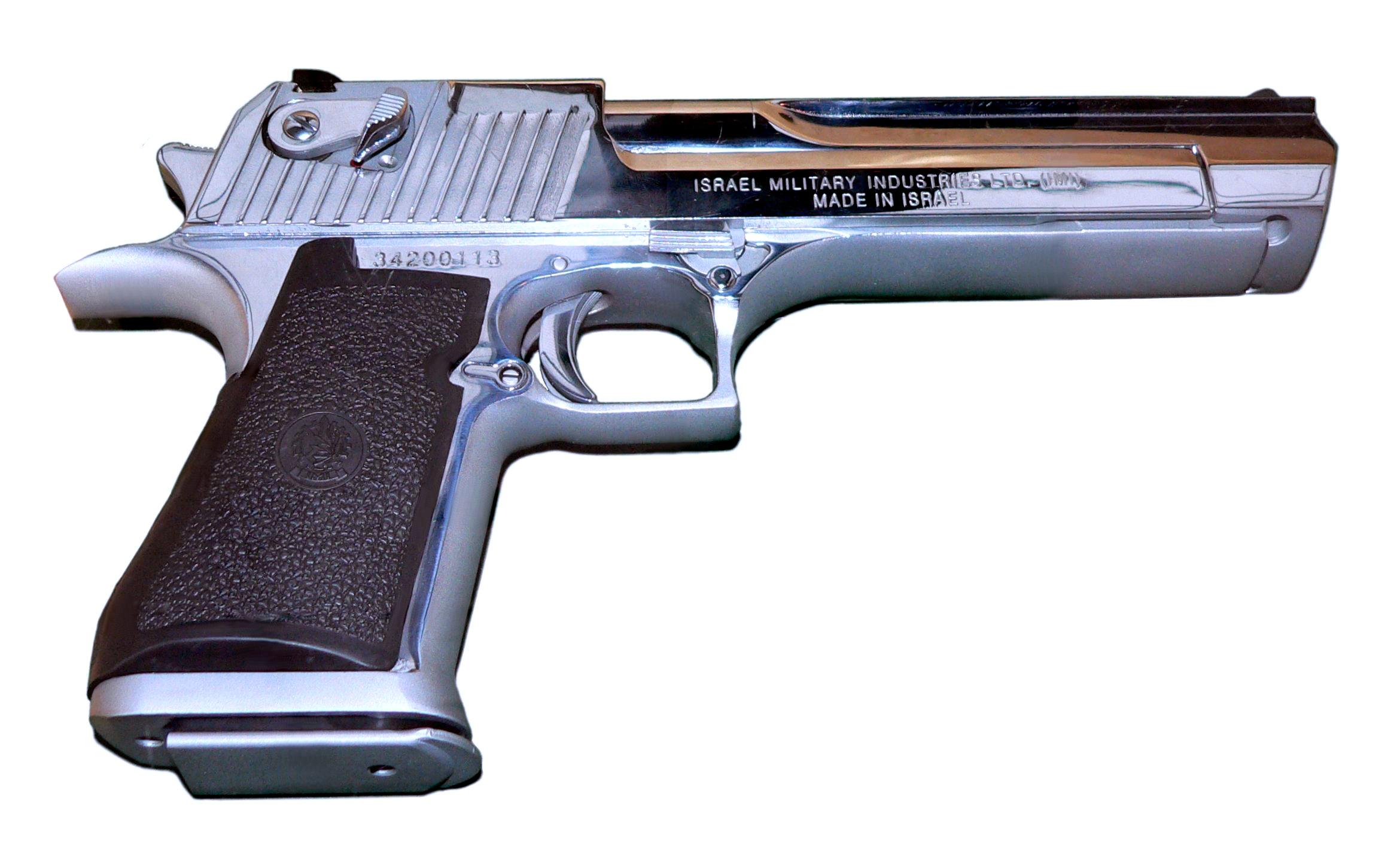
Desert Eagle

De Desert Eagle is een semiautomatisch pistool dat door de Israel Military Industries (IMI) in licentie is gebouwd. In 1982 is het voor het eerst in de handel gebracht.
Eerst was het pistool alleen verkrijgbaar in de .357 Magnum uitvoering, daarna kwam de .44 Magnum en uiteindelijk ook de .50 Action Express. Tegenwoordig zijn er tevens een tweetal uitzonderlijke kalibers op de markt verkrijgbaar, t.w. de .41 Magnum en de .440 Cor-Bon (een teruggenekte .50 huls). De huidige Desert Eagles kunnen eenvoudig omgebouwd worden om andere kalibers te verschieten, vaak is het verwisselen van de loop en het magazijn al voldoende. Het wapen is tot 200 meter nauwkeurig. Voor een pistool is dit uitzonderlijk.
Magnum Research uit de Verenigde Staten is de ontwikkelaar van het pistool.